# Chris Tomlin

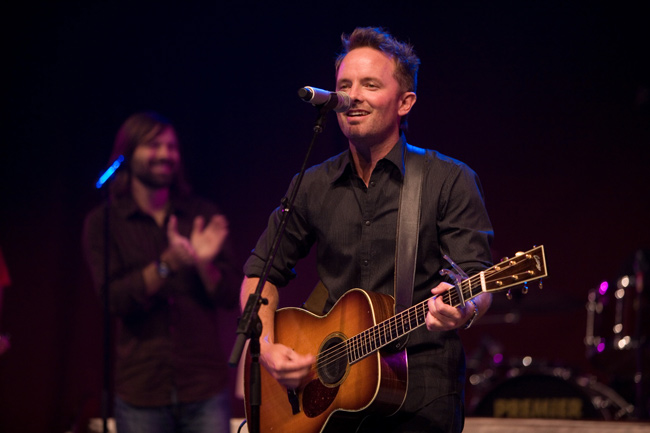
Chris Tomlin

Christopher Dwayne Tomlin (* 4. Mai 1972 in Grand Saline, Texas) ist ein US-amerikanischer christlicher Musiker und Prediger.

## Leben
Chris Tomlin wuchs in Texas auf unter dem Einfluss von Countrybands wie Alabama. Sein Vater brachte ihm das Gitarrespielen bei, und er schrieb seinen ersten Song mit 14 Jahren. Bereits als Kind hatte er das Gefühl, dass Gott einen Plan für ihn hat, aber nicht wie dieser aussieht. Tomlin studierte Psychologie auf der Texas A&M University und schloss dort schließlich als Bachelor ab. In dieser Zeit hatte er viel Zeit mit Louie Giglio verbracht, mit dem er schließlich 1997 die erste Passion Conference veranstaltete.
Im November 2010 heiratete Tomlin Lauren Bricken in Hawaii. Gemeinsam haben sie drei Töchter und leben am Stadtrand von Franklin, Tennessee.
Gemeinsam gründeten die beiden im Jahr 2019 die Hilfsorganisation Angel Armies, die Kinder und Familien dabei unterstützt, ein sicheres Zuhause zu finden. Mit der Organisation wollten sie Kirchen die Möglichkeit geben, Kindern in Not zu helfen, indem sie bestehende Familien bewahren, sie in Krisen stärken und Pflegefamilien unterstützen. Ziel ist es, jedem Kind ein sicheres und permanentes Zuhause zu geben. Im Jahr 2021 wurde die Organization umbenannt in For Others. Seitdem hat die Organisation mehr als 14.000 Kindern durch die Unterstützung 2000 lokaler Kirchen geholfen.

## Biografie
Tomlin war früher Mitarbeiter der Austin Stone Community Church und hat einen Plattenvertrag beim Plattenlabel sixstepsrecords, das zur EMI Group gehört. Tomlin leitet auch häufig Gottesdienste. Einige seiner bekanntesten Lieder sind How Great is our God, Jesus Messiah, Amazing Grace (My Chains Are Gone) sowie Our God, das er zusammen mit Matt Redman, Jesse Reeves und Jonas Myrin schrieb. Er hält Gottesdienste in der Passion City Church in Atlanta, Georgia, zusammen mit Louie Giglio und Christy Nockels.
Er wurde dreimal als bester männlicher Sänger der GMA Dove Award (von 2006 bis 2008) ausgezeichnet. Außerdem war er „Artist of the Year“ 2007. Tomlin ist Mitglied von Compassionart, einer von Martin Smith (von der Band Delirious?) und dessen Ehefrau Anna gegründeten gemeinnützigen Organisation.

## Diskografie
Studioalben

| Jahr | Titel                                | Höchstplatzierung, Gesamtwochen, AuszeichnungChartplatzierungen (Jahr, Titel, Platzierungen, Wochen, Auszeichnungen, Anmerkungen) | Höchstplatzierung, Gesamtwochen, AuszeichnungChartplatzierungen (Jahr, Titel, Platzierungen, Wochen, Auszeichnungen, Anmerkungen) | Anmerkungen                                                    |
| Jahr | Titel                                | US | Christ | Anmerkungen                                                    |
| ---- | ------------------------------------ | --- | --- | -------------------------------------------------------------- |
| 1995 | Inside Your Love                     | — | — | Erstveröffentlichung: 1995                                     |
| 1998 | Authentic                            | — | — | Erstveröffentlichung: 1. September 1998                        |
| 1998 | Too Much Free Time                   | — | — | Erstveröffentlichung: 1998 mit Ross King                       |
| 2001 | The Noise We Make                    | — | — | Erstveröffentlichung: 1. März 2001                             |
| 2002 | Not to Us                            | US161 (1 Wo.)US | Christ13 (7 Wo.)Christ | Erstveröffentlichung: 29. August 2002                          |
| 2004 | Arriving                             | US39 Platin · (44 Wo.)US | Christ3 (104 Wo.)Christ | Erstveröffentlichung: 21. September 2004 Verkäufe: + 1.000.000 |
| 2006 | See the Morning                      | US15 Platin · (67 Wo.)US | Christ1 (78 Wo.)Christ | Erstveröffentlichung: 26. September 2006 Verkäufe: + 1.000.000 |
| 2008 | Hello Love                           | US9 Gold · (73 Wo.)US | Christ1 (78 Wo.)Christ | Erstveröffentlichung: 2. September 2008 Verkäufe: + 500.000    |
| 2010 | And If Our God Is for Us …           | US17 Gold · (47 Wo.)US | Christ1 (79 Wo.)Christ | Erstveröffentlichung: 16. November 2010 Verkäufe: + 500.000    |
| 2013 | Burning Lights                       | US1 Gold · (42 Wo.)US | Christ1 (74 Wo.)Christ | Erstveröffentlichung: 8. Januar 2013 Verkäufe: + 500.000       |
| 2014 | Love Ran Red                         | US8 (31 Wo.)US | Christ1 (87 Wo.)Christ | Erstveröffentlichung: 27. Oktober 2014                         |
| 2016 | Never Lose Sight                     | US6 Gold · (10 Wo.)US | Christ1 (192 Wo.)Christ | Erstveröffentlichung: 21. Oktober 2016 Verkäufe: + 500.000     |
| 2018 | Holy Roar                            | US103 (2 Wo.)US | Christ3 (55 Wo.)Christ | Erstveröffentlichung: 26. Oktober 2018                         |
| 2020 | Chris Tomlin & Friends               | US60 (2 Wo.)US | Christ1 (100 Wo.)Christ | Erstveröffentlichung: 31. Juli 2020                            |
| 2021 | Emmanuel: Christmas Songs of Worship | — | Christ18 (13 Wo.)Christ | Erstveröffentlichung: 24. September 2021                       |
| 2022 | Always                               | — | Christ2 (107 Wo.)Christ | Erstveröffentlichung: 9. September 2022                        |

## Auszeichnungen

### GMA Dove Award

#### 2005
- Praise & Worship Album of the Year (Arriving)

#### 2006
- Artist of the Year
- Male Vocalist of the Year
- Song of the Year (How Great Is Our God)
- Worship Song of the Year (Holy Is the Lord)
- Worship Song of the Year (Indescribable)1
- Special Event Album of the Year (Music Inspired by The Chronicles of Narnia)*

#### 2007
- Artist of the Year
- Male Vocalist of the Year
- Pop/Contemporary Album of the Year (See The Morning)
- Worship Song of the Year (Holy Is the Lord)
- Praise & Worship Album of the Year (See The Morning)
- Special Event Album of the Year (Passion: Everything Glorious)*

#### 2008
- Male Vocalist of the Year
- Worship Song of the Year (How Great Is Our God)

#### 2009
- Special Event Album of the Year (Passion: God of This City)*
- Contemporary Gospel Recorded Song of the Year (How Great Is Our God)2

#### 2011
- Worship Song of the Year (Our God)
- Special Event Album of the Year (Passion: Awakening)*

1 Wurde von Chris Tomlin aufgeführt, aber von Laura Story geschrieben und produziert.

2 Wurde von LaRue Howard aufgeführt, aber von Chris Tomlin geschrieben.

* Kennzeichnet ein Werk mehrerer Personen oder Künstler.